# 斯凱勒維爾 (紐約州)
斯凱勒維爾（英語：Schuylerville）是位於美國紐約州薩拉托加縣的村。

## 人口
根據2020年美國人口普查的數據，斯凱勒維爾的面積為1.52平方千米，當中陸地面積為1.38平方千米，而水域面積為0.14平方千米。當地共有人口1370人，而人口密度為每平方千米901人。